# Mausolée du Mont d'Huisnes

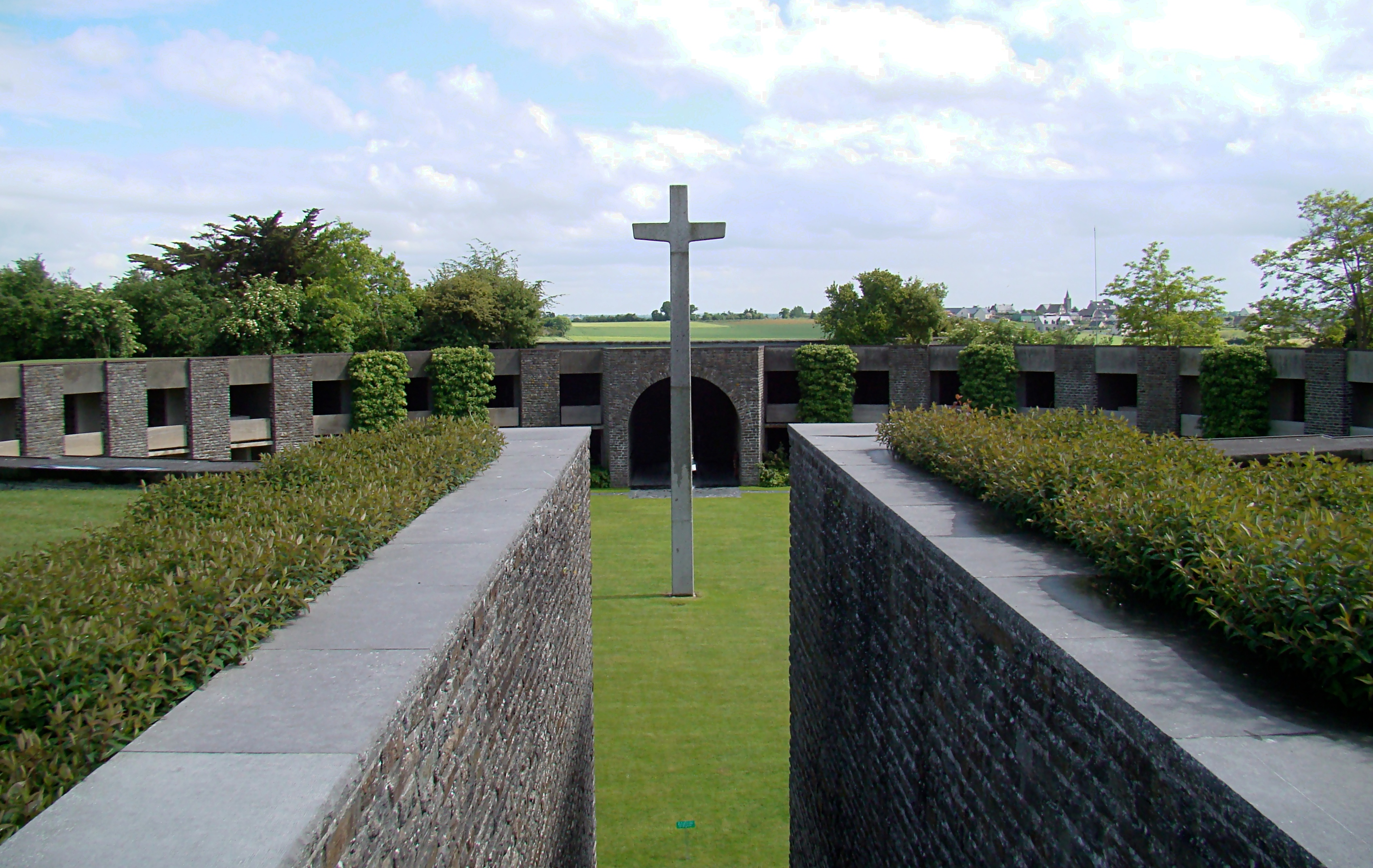
Cour du mausolée du Mont d'Huisnes

Le mausolée du Mont d'Huisnes est l'unique mausolée allemand en France. C'est en fait un cimetière militaire particulier. Il a été inauguré le 14 septembre 1963 et se trouve à un kilomètre au nord du bourg de la commune d'Huisnes-sur-Mer et quelques kilomètres au sud-ouest d'Avranches dans les environs de la Baie du Mont-Saint-Michel.

## L'architecture

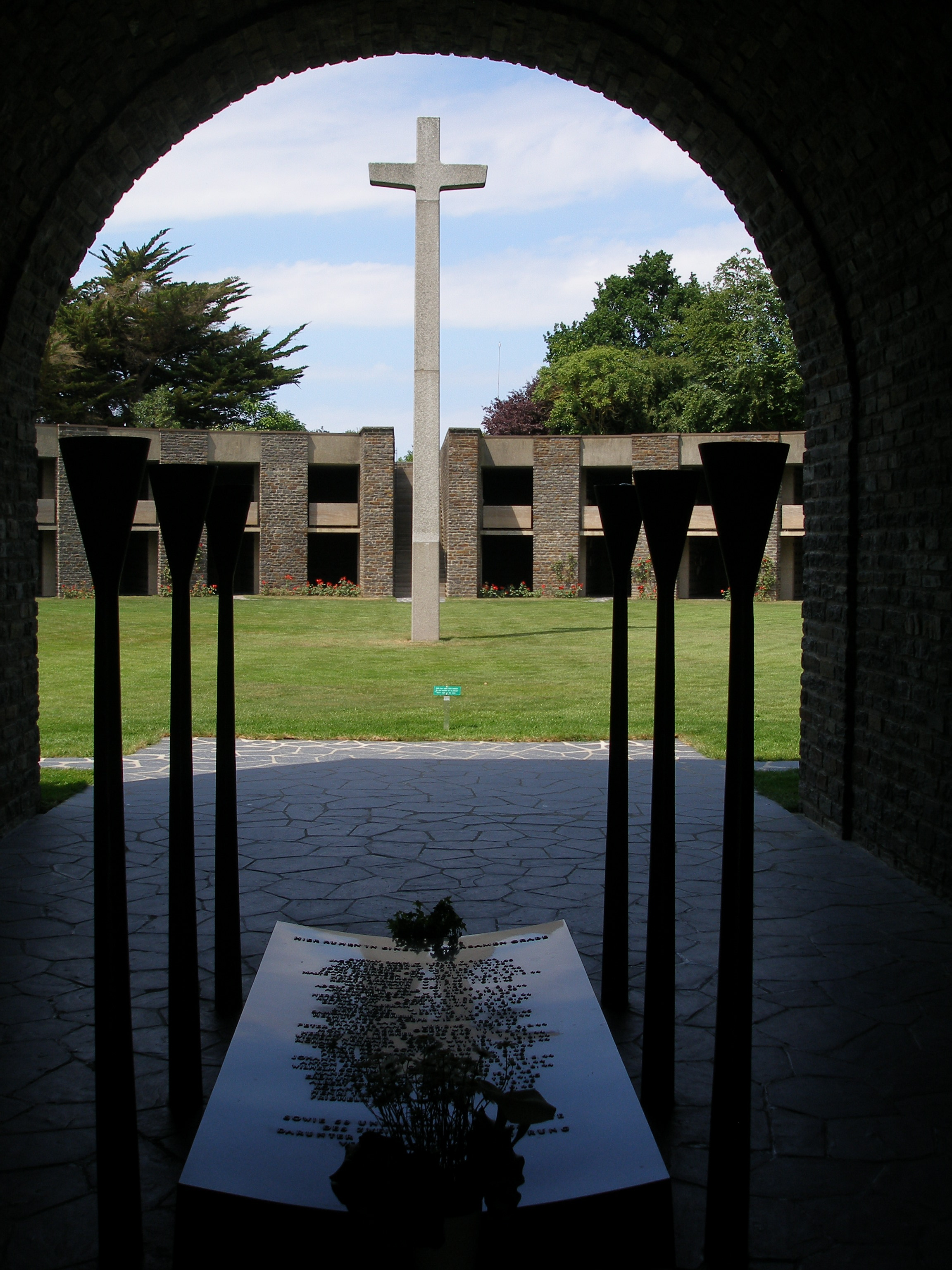
Outre les cryptes, se trouve à l'entrée une fosse commune.
Cour du mausolée du Mont d'Huisnes.
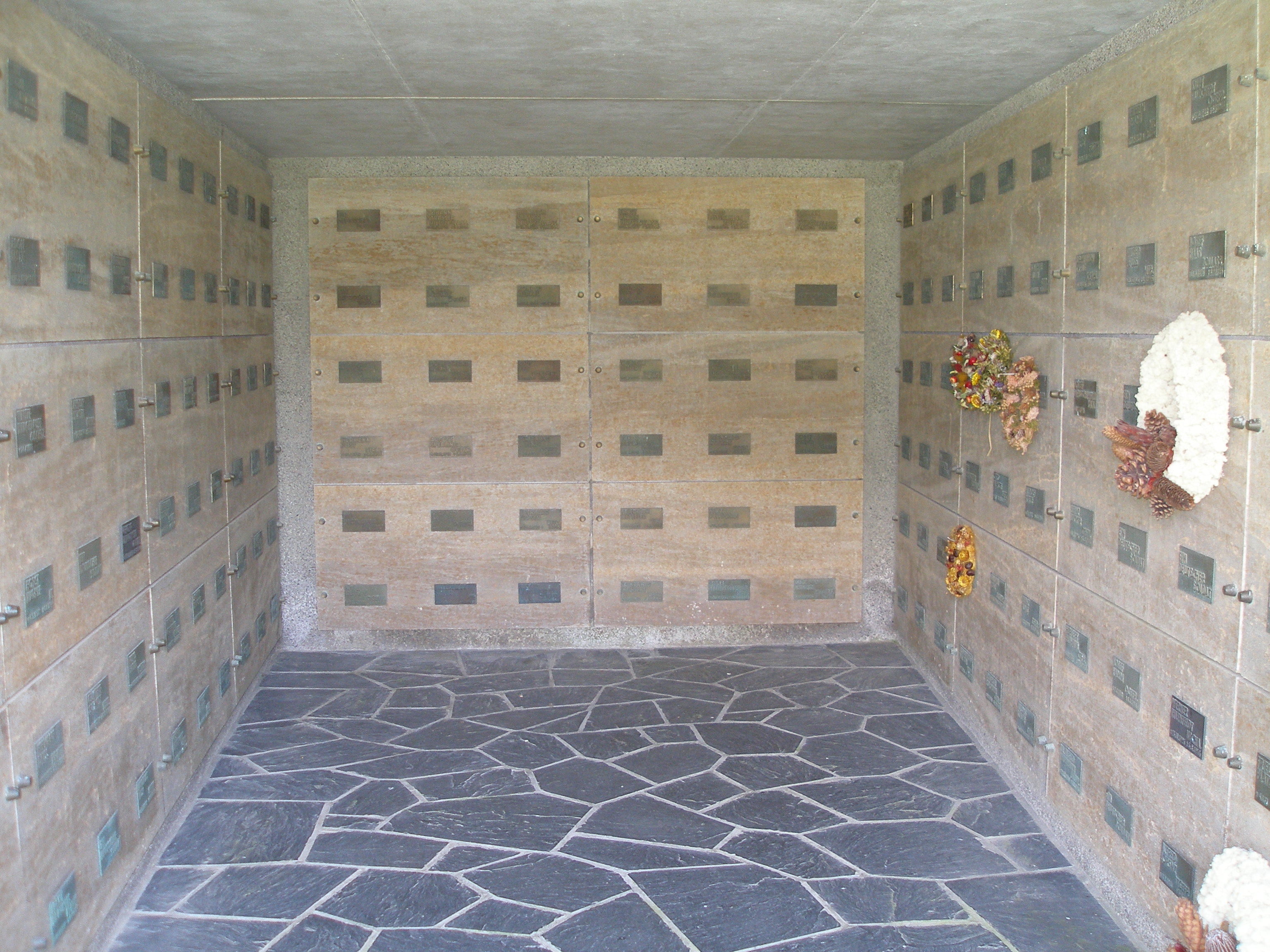
34 cryptes, dans cette crypte reposent 180 corps. Les noms sont inscrits sur une plaque de bronze.
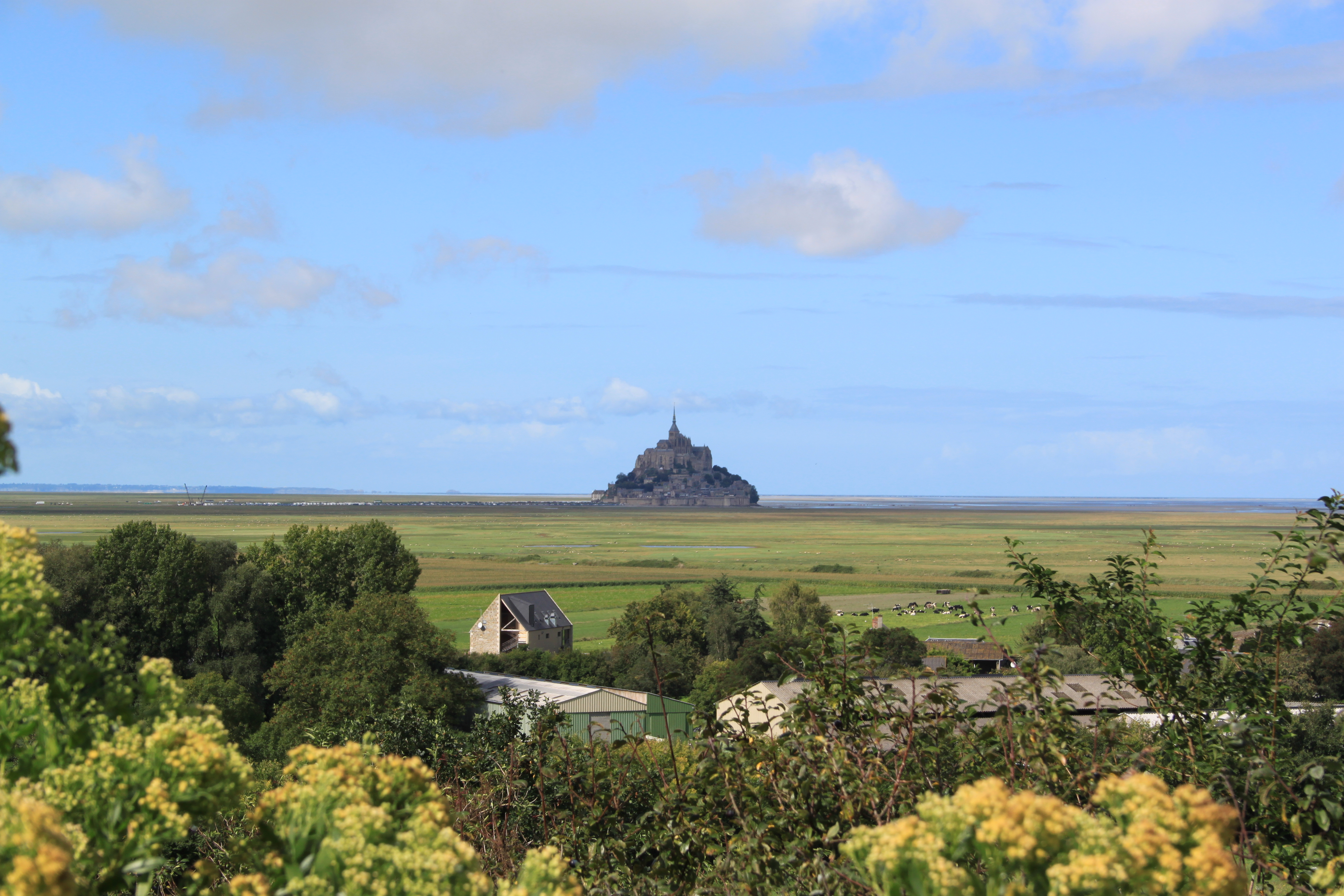
Le mont Saint-Michel vu du belvédère.

Il prend la forme d'un bâtiment circulaire au diamètre de 47 mètres environ, comportant 68 cryptes réparties sur 2 niveaux, chacune pouvant renfermer 180 corps. Pour chaque crypte les noms des morts sont inscrits sur une plaque de bronze. Un chemin de ronde sur la façade intérieure facilite l'accès aux cryptes. Au milieu de la cour recouverte de gazon se dresse une grande croix. Vis-à-vis de l'entrée des escaliers mènent sur une terrasse en pleine nature. De là ou d'un belvédère on peut observer le mont Saint-Michel.

## Les morts
Venant du hall d'entrée se trouve au passage vers les cryptes une fosse commune dont une dalle de marbre indique : « Hier ruhen in einem gemeinsamen Grabe (...39 Namen...) sowie 58 unbekannte Kriegstote des zweiten Weltkrieges darunter 20 in der Internierung verstorbene Kinder », c'est-à-dire : « Ici reposent dans une fosse commune (...39 noms...) ainsi que 58 morts inconnus de la Seconde Guerre mondiale, dont 20 enfants morts en internement ».
Au total, 11 956 morts allemands de la Seconde Guerre mondiale, dont des femmes et des enfants, y ont été transférés par le service des exhumations du Volksbund en 1961. Ils proviennent des départements du Morbihan, d'Ille-et-Vilaine, de la Mayenne, de la Sarthe, de Loir-et-Cher, d'Indre-et-Loire, de la Vienne, de l'Indre, ainsi que des îles Anglo-Normandes de Guernesey, Alderney, Jersey, et Sercq.

## Histoire et lieux commémoratifs
L'invasion des Américains réussissait le 30 juillet 1944 près d'Avranches de percer les lignes allemandes et de libérer la France. Les combats en Normandie ont eu pour résultat beaucoup de souffrances et de morts parmi toutes les nations concernées. Les lieux commémoratifs de toutes les nations posent un signal pour la paix.